# Isabel Mühlfenzl
Isabel Mühlfenzl (* 12. August 1927 in Frontenhausen; † 25. Juli 2022), geborene Isabel Paintner, zeitweise Isabel Schneider, eigentlicher Vorname Isabella, war eine deutsche Journalistin und Fernsehmoderatorin, die viele Jahre für den Bayerischen Rundfunk (BR) über Wirtschaft berichtet hat und Leiterin der Wirtschaftsredaktion des BR-Fernsehens war. Sie war zu Beginn ihrer Tätigkeit die erste Frau in der Wirtschaftsredaktion des BR.

## Leben
Mühlfenzl wurde in Niederbayern geboren, ihr Vater war Arzt. Nach dem Willen ihres Vaters sollte sie Lehrerin werden. Mit Anfang 20 heiratete sie während des Studiums ihren ersten Mann, von dem sie sich jedoch bald wieder trennte. Auch im Studium wechselte sie zur Betriebswirtschaftslehre, 1959 promovierte sie mit einer Schrift Die Entflechtung der Eisen- und Stahlindustrie und ihre steuerlichen Wirkungen an der Hochschule für Wirtschafts- und Sozialwissenschaften Nürnberg. Anschließend absolvierte sie eine Steuerberaterausbildung und bewarb sich bei einer Wirtschaftsprüferkanzlei in München. Durch einen Zufall traf sie im Sommer 1960 in München einen ehemaligen Studienkollegen, der als Journalist beim BR-Wirtschaftsfunk arbeitete, und der sie beim BR als „Kollegin“ einführte.
Ab 1961 war sie fest angestellte Redakteurin beim Wirtschaftsfunk des BR, in dieser Funktion war sie die erste Frau in der Redaktion. Sie durfte ihre Beiträge zunächst nicht selbst sprechen, weil eine „weibliche Stimme für Wirtschaftssachen“ nicht angemessen sei. 1964 heiratete sie ihren damaligen Chef Rudolf Mühlfenzl, der später Chefredakteur des BR-Fernsehens wurde, und nahm den Namen Mühlfenzl an. Bis 1970 verfasste sie zahlreiche Beiträge über ökonomische Themen für Hörfunk und Fernsehen. Ebenfalls 1964 interviewte sie als erste Frau Che Guevara.
1970 wechselte sie ganz zum Fernsehen und moderierte unter anderen das Telekolleg Volkswirtschaft, Plusminus, ABC der Wirtschaft, Profile und Blickpunkt Wirtschaft. Ende der 1980er-Jahre wurde sie Leiterin der Wirtschaftsredaktion des BR-Fernsehens, gegen den Widerstand des damaligen BR-Fernsehdirektors Helmut Oeller. Ab 1970 hatte sie Lehraufträge an Universitäten in Großbritannien und den USA.

## Familie und Trivia
1966 wurde ihre Tochter Caroline geboren. Im Jahr 2015 erwarb sie gemeinsam mit ihrer Tochter das alte Bahnhofsgebäude in Seefeld-Hechendorf, das danach umfangreich saniert wurde. Der Bahnhof wurde Anfang 2018 eröffnet, wobei die Sanierungskosten unerwartet auf bis zu 1,6 Millionen Euro gestiegen sind.
Mühlfenzl war Mitglied der Ludwig-Erhard-Stiftung. 
Sie wohnte in Seefeld (Oberbayern).

## Veröffentlichungen (Auswahl)
- Isabel Mühlfenzl: Die Goldenen Jahre : P.S: Und was ich davon halte. epubli GmbH, Berlin 2013, ISBN 978-3-8442-4404-5.
- Isabel und Rudolf Mühlfenzl: Der Irrtum: Weltwirtschaft zwischen Angst und Hoffnung; [Volkswirtschaft für jedermann]. Droemer-Knaur, München/Zürich 1976 (aktualisierte Taschenbuchausgabe), ISBN 978-3-426-00446-3.

## Übersetzungen
- Milton Friedman, Rose Friedman: Chancen, die ich meine: ein persönliches Bekenntnis. ins Deutsche übertragen von Isabel Mühlfenzl, Ullstein, Berlin/Frankfurt (M)/Wien 1980, ISBN 978-3-550-07930-6.